# Ninfa (martire)
Santa Ninfa (Palermo, ... – Porto, 316) è stata una martire cristiana, venerata come santa dalla Chiesa cattolica.

## Agiografia
Secondo una Passio manoscritta risalente al XII secolo, Ninfa sarebbe stata figlia di Aureliano, prefetto di Palermo al tempo di Costantino, cioè agli inizi del IV secolo. Per la conversione di Ninfa al cristianesimo fu decisivo l'incontro e la frequentazione del vescovo di Palermo, Mamiliano. Il padre, Aureliano, cercò in tutti i modi di far recedere la figlia dalla nuova religione, fece persino arrestare Mamiliano con duecento altri cristiani e li sottopose a torture. Poiché ogni tentativo risultò vano, li fece rinchiudere in carcere, ma un angelo li liberò e li condusse in riva al mare, dove trovarono pronta una barca per prendere il largo. Si diressero verso nord e viaggiarono per mare fino all'isola del Giglio, dove rimasero qualche tempo in preghiera e solitudine.
Il desiderio di visitare le tombe degli apostoli Pietro e Paolo li spinse a raggiungere la città di Roma, dove Mamiliano morì subito dopo aver realizzato il suo desiderio e Ninfa lo fece seppellire vicino al mare, ad un miglio da una località denominata Bucina.
Un anno dopo, esattamente il 10 novembre, dopo un lungo periodo di stenti, anche Ninfa morì e fu sepolta in una cripta, sempre a Bucina. Gli abitanti del luogo, in seguito all'afflizione provata durante un periodo di siccità, pregarono la santa di intercedere presso Dio affinché piovesse. Si verificò il tanto desiderato miracolo e i fedeli cominciarono a venerarla come una santa.
Il calendario liturgico della Chiese di Sicilia la celebra alla data del 13 Novembre.

## Culto
Il nome di Santa Ninfa fu ricordato nella tradizione cristiana in associazione ad altri santi martiri (p.es. i santi Mario e Marta), creando confusione. Poi nel Martirologio Romano curato dal cardinale Cesare Baronio (1586) una santa Ninfa è commemorata il 10 novembre con i santi Trifone e Respicio, martiri a Nizza
Le prime notizie riguardanti santa Ninfa risalgono ad un documento pontificio di papa Leone IV (847-855), che cita la chiesa della beata Ninfa martire, nella città di Porto. Successivamente le reliquie della Santa furono collocate nella Chiesa di San Trifone in Posterula (nel 1113), nella Cattedrale di Sant'Agapito martire a Palestrina (nel 1116), e nella Basilica di San Crisogono a Roma (nel 1123). Fino al 1593, la sua testa era venerata nella Chiesa romana di Santa Maria in Monticelli, dove fu portata nel 1098, durante il pontificato di Urbano II.
La venerazione per la Santa si diffuse nel Meridione e il 5 Settembre 1593 l'urna argentea contenente la testa della Santa giunse a Palermo, sua città natale. La Reliquia fu accolta solennemente dal Senato cittadino prima di essere riposta sotto l'altare della Basilica cattedrale di Palermo, dov'era venerata almeno dal 1483. La traslazione dell'urna, dalla chiesa romana di Santa Maria in Monticelli alla città natale, fu possibile per l'attiva opera di mediazione che la Contessa d'Olivares riuscì a compiere presso il Vaticano.
A Palermo, Santa Ninfa fu eletta Patrona della città assieme ad altre quattro Sante Vergini, Santa Rosalia, sant'Agata, Santa Oliva e Santa Cristina. Da Palermo il suo culto si diffuse in tutta la Sicilia, tanto che un paese in provincia di Trapani porta il suo nome per volontà del fondatore, il barone Luigi Arias Giardina (1605), devoto della Santa.